# Ali Akbar Hāschemi Rafsandschāni

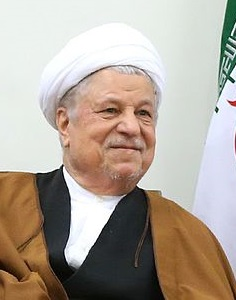
Ali Akbar Hāschemi Rafsandschāni (2016)

Ali Akbar Hāschemi Rafsandschāni (persisch علی‌اکبر هاشمى رفسنجانى, DMG ʿAlī-Akbar Hāšemī-ye Rafsanǧānī [æˈliː ækʲˈbær hɔːʃeˈmiː ræfsænʤɔːˈniː], auch Akbar Hashemi Rafsandjani; Geburtsname اكبر هاشمى بهرمانى Akbar Hāschemi Bahramāni, DMG Akbar Hāšemī-ye Bahramānī; * 25. August 1934 in Bahreman nahe der Stadt Rafsandschan; † 8. Januar 2017 in Teheran) war ein iranischer Ajatollah und Unternehmer, der von 1989 bis 1997 Staatspräsident war. Vom 4. September 2007 bis zum 8. März 2011 war Rafsandschani Vorsitzender des Expertenrats und seitdem Vorsitzender des Schlichtungsrates.

## Werdegang

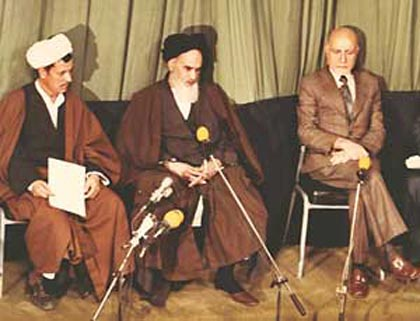
Rafsandschāni, Ruhollah Chomeini und Mehdi Bāzargān, 1979

Rafsandschāni erhielt ab 1948 seine religiöse Ausbildung zum Hodschatoleslam an der Theologischen Hochschule in Ghom und war ein Schüler vom Ajatollah Ruhollah Chomeini. Während der Regierungszeit des damaligen Schahs Mohammad Reza Pahlavi mehrmals im Gefängnis, war er (wie nahezu das gesamte heutige religiöse Führungskader) führend an der Planung zum Sturz des Schahs und in diesem Zusammenhang auch an der Ermordung von Premierminister Hassan Ali Mansur am 22. Januar 1965 beteiligt.

## Revolution und Regierungsphase
Nach dem Sturz des Schahs war er von 1979 bis 1980 Mitglied im Revolutionsrat und von 1980 bis 1989 Präsident (Parlamentssprecher) des iranischen Parlaments. Er galt in dieser Zeit als „heimlicher Regierungschef“ und als „zweiter Mann im Staat“ nach Chomeini. Von 1988 bis 1989 war Rafsandschāni Oberbefehlshaber der Streitkräfte und maßgeblich an der Annahme der UN-Resolution 598 zur Beendigung des Irak-Iran-Krieges beteiligt, nachdem er bereits Anfang der 1980er Jahre als Staatsminister dort Einblick hatte.
Bei den Präsidentschaftswahlen am 28. Juli 1989 wurde er zum Staatspräsidenten gewählt und zum Ajatollah ernannt. Er trat dieses Amt als Nachfolger von Ali Chamene’i an, der nach dem Tode Chomeinis überraschend zum Revolutionsführer gewählt worden war. Bei dieser Wahl beeinflusste Rafsandschani maßgeblich die Entscheidung des Expertenrats zugunsten Chamene'is. Bei den Wahlen vom 11. Juni 1993 wurde er in seinem Amt bestätigt. Bei der Wahl im Jahr 1997 durfte er nach zwei zusammenhängenden Amtsperioden nicht mehr kandidieren. Unter seiner Regierungszeit wurde von der Islamischen Republik Iran am 13. Januar 1993 die Chemiewaffenkonvention unterzeichnet, die für die Islamische Republik am 3. Dezember 1997 in Kraft trat.

## Niederlage und erstarkte Wiederkehr
Rafsandschāni versuchte in der Präsidentschaftswahl 2005 Mohammad Chātami nachzufolgen. Rafsandschānis Sohn (sein milliardenschwerer Reichtum wurde in einer landesweit ausgestrahlten Fernsehdebatte 2009 zwischen den Präsidentschaftskandidaten Mir Hossein Mussawi und Mahmud Ahmadineschad von diesem als „gestohlen“ bezeichnet) bemerkte gegenüber einem amerikanischen Reporter vor der Wahl, würde sein Vater gewählt werden, würde er die iranische Verfassung ändern und Chamene’is Macht als Oberster Rechtsgelehrter auf die Funktion einer zeremoniellen Rolle begrenzen, ähnlich wie der „König von England“. Bei der Stichwahl unterlag er am 24. Juni 2005 seinem Gegner Mahmud Ahmadineschad. Direkt nach dieser verlorenen Wahl ernannte Revolutionsführer Chamene'i Rafsandschāni erneut zum Vorsitzenden des Schlichtungsrates, eine Position, die Rafsandschāni bereits seit 1989 innehatte.
2006 konnte Rafsandschāni bei der Wahl zum Expertenrat ein überwältigendes Wahlergebnis für den Stimmbezirk Teheran feiern. Nach dem Tod von Ajatollah Ali Meschkini, den Revolutionsführer Chamene'i zum Alterspräsidenten des Expertenrates eingesetzt hatte, wurde Rafsandschāni im September 2007 als dessen Nachfolger und Vorsitzender offiziell mit 41 von 76 Stimmen gewählt. Beide Ämter repräsentierten insgesamt mehr Machtfülle als das Präsidentenamt. Für den Fall des Todes Chamene'is galt Rafsandschāni zeitweilig als aussichtsreichster Kandidat für dessen Nachfolge als Oberster Rechtsgelehrter. Dies änderte sich durch die Rolle, die er bei den iranischen Präsidentschaftswahlen 2009 und den darauf folgenden Protesten spielte. Am 8. Februar 2011 schloss er eine erneute Kandidatur für seine Wiederwahl zum Vorsitzenden des Expertenrates aus, sofern Ajatollah Mohammed Reza Mahdavi-Kani dafür kandidieren würde.
Eine erneute Kandidatur Rafsandschānis bei der Präsidentschaftswahl 2013 lehnte der Wächterrat ab.

## Politische Positionen
Rafsandschāni galt als Pragmatiker; so traf er beispielsweise während des Irak-Iran-Krieges mit amerikanischen und israelischen Regierungsbeamten (Iran-Contra-Affäre) zusammen.

### Atombombe und Israel
Rafsandschāni hat mit einer Äußerung anlässlich des al-Quds-Tages in Teheran am 14. Dezember 2001 weltweit für Aufsehen gesorgt:

“If one day, the Islamic world is also equipped with weapons like those that Israel possesses now, then the imperialists' strategy will reach a standstill because the use of even one nuclear bomb inside Israel will destroy everything. However, it will only harm the Islamic world. It is not irrational to contemplate such an eventuality.”

„Sollte eines Tages auch die islamische Welt Waffen besitzen, die Israel bereits besitzt, dann würde die Strategie der Imperialisten zum Stillstand kommen, weil eine einzige Atombombe in Israel alles zerstören würde. Jedoch würde dies der islamischen Welt nur schaden. Es ist nicht irrational, solch eine Möglichkeit in Erwägung zu ziehen.“

Im Oktober 2005 sagte Rafsandschāni während der Freitagspredigt in Teheran:

„Wir haben keine Probleme mit Juden und dem hoch geschätzten Judentum als Buchreligion.“

Ebenfalls 2005 unterstrich Rafsandschāni:

„Wir haben stets das Judentum hoch geachtet und haben auch nie die Absicht gehabt, die Souveränität irgendeines anderen Landes in Frage zu stellen oder anzugreifen.“

Andererseits traf sich Rafsandschāni im selben Jahr mit dem Hamas-Führer Chaled Meschal und kündigte an, Iran werde seine fundamentalistische Politik fortsetzen, wobei er mit den Worten zitiert wurde: „Die Tage der Zionisten sind gezählt.“

### Nuklearstreit
Im Januar 2006 nahm Rafsandschāni zum iranischen Atomprogramm folgendermaßen Stellung:

„‚Wir können nicht auf unser Recht verzichten […] Wir werden mit Weisheit unsere Rechte verteidigen und wenn man uns Schwierigkeiten bereitet, werden sie es bereuen und Iran wird als Sieger hervorgehen.‘ […] Rafsandschani unterstrich, Iran werde die Atomtechnologie niemals für militärische Zwecke missbrauchen. Das habe Teheran schon während des Kriegs mit dem Irak (1980–1988) bewiesen.“

### Frauen
Angesprochen, ob (islamische) Gesetze nicht per se für Frauen problematisch seien, äußerte Rafsandschāni im Juni 2007:

„Es zeigt sich, dass diese Gesetze nicht mehr in unsere Zeit passen […] Jedes Land, das sich entwickeln will, darf nicht auf wirtschaftliche, politische, soziale und kulturelle Teilnahme und Aktivitäten der Hälfte seiner Bevölkerung verzichten.“

### Syrien
Im Zusammenhang mit den Giftgasangriffen von Ghuta bemerkte Rafsandschāni zum Bürgerkrieg in Syrien:

„Gott schütze das syrische Volk. [...] Es ist von der eigenen Regierung chemischen Waffen ausgesetzt worden, nun sieht es einer ausländischen Invasion entgegen.“

## Kontroversen

### Innenpolitik
Rafsandschāni wurde beschuldigt, in das Mykonos-Attentat sowie in die Kettenmorde involviert zu sein. Akbar Gandschi beschuldigte im Januar 2000 in einem Zeitungsartikel Rafsandschani der Verantwortung für insgesamt 80 Morde an Dissidenten und Schriftstellern, die der Geheimdienst während seiner Regentschaft als Präsident beging. Zwar behauptete Gandschi nicht, dass Rafsandschani diese Morde angeordnet habe, aber dieser müsse von ihnen gewusst haben und trage damit die politische Verantwortung.
Als Staatspräsident erklärte Rafsandschāni 2001 im iranischen Radio, private Nachforschungen hätten ihn überzeugt, dass Adolf Hitler nur 20.000 Juden ermordet habe.

### Außenpolitik
Am 12. März 2003 erließ der argentinische Richter Juan José Galeano einen internationalen Haftbefehl gegen vier iranische Diplomaten und Minister aufgrund des Anschlags von Buenos Aires 1994. Kritik am Ermittlungsrichter Galeano, Druckmittel gegen 17 Zeugen und Beschuldigte angewendet zu haben sowie Anschuldigungen, die nicht etwa auf in Argentinien selbst ermittelten Beweisen, sondern auf Informationen der US-amerikanischen und israelischen Geheimdienste beruhen, führten bislang nicht zur Aufklärung.
Am 9. November 2006 erließ Argentinien einen internationalen Haftbefehl gegen Rafsandschāni und acht weitere Personen, da er nach Ermittlungen der Staatsanwälte, zusammen mit anderen ranghohen Politikern Irans aus dem Sicherheitsrat, für das Attentat vom 18. Juli 1994 auf das jüdische Gemeindezentrum Amia in Buenos Aires verantwortlich sein soll. Danach wurde von Rafsandschāni und anderen Führern Irans die Hisbollah mit dem Anschlag betraut.
Im November 2006 wurde von den argentinischen Behörden bei Interpol eine „Red Notice“ (Ersuchen um Festnahme) gegen neun Personen ersucht, die im März 2007, nach Prüfung der Unterlagen, auf sechs Personen reduziert wurde. Die Red Notices wurden, entgegen dem Ersuchen, nicht für Rafsandschāni ausgestellt.

## Die Opposition
Vor der Präsidentschaftswahl 2009 warnte Rafsandschāni in einem Brief an Revolutionsführer Seyyed Ali Chamene'i vor Wahlfälschungen und ließ wissen: „Morgen kann es dich treffen.“ In der mit Spannung erwarteten Freitagspredigt vom 17. Juli 2009 nannte Rafsandschāni die Empörung im Volk legitim und forderte die Freilassung der Gefangenen. Die Proteste nach der Präsidentschaftswahl 2009 bezeichnete er als Staatskrise. Die eine Richtung würde einfach weitermachen wie bisher, als sei nichts geschehen, aber eine „große Gruppe kluger Leute“ würde an dem Wahlergebnis zweifeln. „Wenn Menschen nicht mehr zu sehen sind und ihre Stimmen nicht da sind, dann ist diese Regierung nicht islamisch“, so Rafsandschāni. Die regierungsnahe Zeitung Kayhan bezichtigte in ihrer Ausgabe vom 18. Juli 2009 Rafsandschāni der „öffentlichen Unterstützung von Verbrechern“. Die von Rafsandschāni beschriebene Staatskrise wäre eine Verschwörung.
Laut einer durch WikiLeaks veröffentlichten Depesche vom 23. Juli 2009 bezeichnete Muhammad bin Zayid Al Nahyan Akbar Hāschemi Rafsandschāni als „Überlebenden“ (der Proteste nach den Präsidentschaftswahlen 2009), der nur dann handeln und die Führung des Staates übernehmen würde, wenn er hundertprozentig sicher wäre, dass er gewinnen würde.

## Privates
Er wurde nach der Islamischen Revolution zu einem der reichsten Männer des Landes. Sein Vermögen – nach Schätzungen über 1 Milliarde US-Dollar – wurde u. a. durch die Verwaltung von Stiftungen sowie ein Nahezu-Monopol auf bestimmte landwirtschaftliche Erzeugnisse (Pistazien) erwirtschaftet. „Wer immer auf der Welt Pistazien knackt“, schrieb Rudolph Chimelli, „lässt Rafsandschani mitverdienen“. Sein Bruder ist der Berkeley-Absolvent Mohammad Haschemi Bahramani, der zehn Jahre als Nachrichtensprecher und Moderator des Iranischen Fernsehens und Rundfunks Gesicht der Islamischen Republik war, bevor er von Ali Laridschani ersetzt wurde.
Sein Familienclan – ein Sohn gründete 1991 die iranische Fluggesellschaft Mahan Air – hat sich nach Bahman Nirumand zu einem Imperium entwickelt.

„Sein ältester Sohn Mohsen baut die Teheraner Untergrund-Bahn, sein zweiter Sohn Mehdi macht Erdgas- und Erdöl-Geschäfte, sein jüngster Sohn besitzt große Weideländer, züchtet Schafe, Ziegen und Pferde, seine beiden Töchter Faezeh und Fatemeh sind im In- und Ausland im Immobilienbereich tätig.“

Gegen Mehdi Haschemi hat die iranische Justiz am 23. November 2010 einen Haftbefehl erlassen. Ihm wird vorgeworfen, die Proteste nach den Präsidentschaftswahlen 2009 mit angefacht zu haben. Mehdi Haschemi lebte 2010 in Großbritannien.

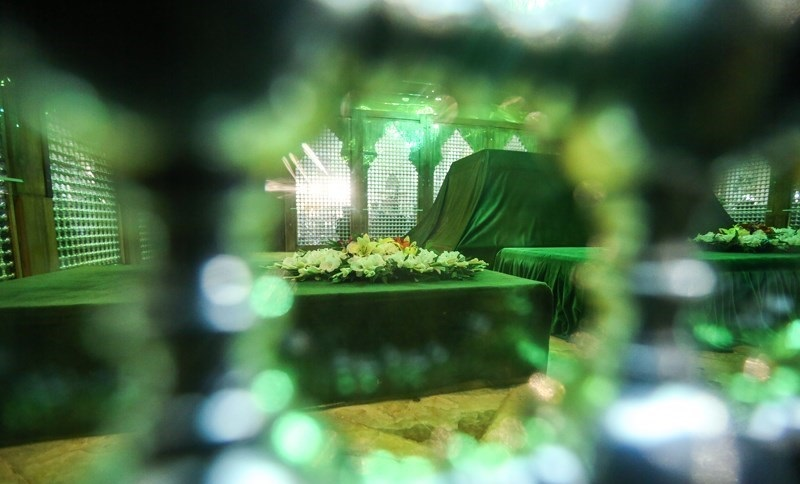
Grab im Chomeini-Mausoleum

Rafsandschāni starb am 8. Januar 2017 in Teheran an den Folgen eines Herzinfarktes. Er wurde im Chomeini-Mausoleum beigesetzt.